# مرز (فیلم ۱۹۹۷)
مرز (انگلیسی: Border) فیلمی در ژانر جنگی و درام است که در سال ۱۹۹۷ منتشر شد. از بازیگران آن می‌توان به سانی دیول، سونیل شتی، جکی شروف، و تابو اشاره کرد.
این فیلم در ایران با نام اختلاف مرزی دوبله و پخش شده‌است.

## فیلم‌شناسی
- جوخه - ۲۰۱۸
- عمر و جان - ۲۰۰۶
- لوک کارگیل - ۲۰۰۳
- پناهنده - ۲۰۰۰
- مرز - ۱۹۹۷
- جنگجویان - ۱۹۹۳
- سلاح - ۱۹۸۹
- بخشش - ۱۹۸۹
- یتیم - ۱۹۸۸
- غلامی - ۱۹۸۵